# 松田訓
松田 訓（まつだ さとる、1968年 - ）は、元アマチュア野球選手・指導者である。ポジションは内野手。

## 来歴・人物
PL学園高等学校では4番打者を務めた経験がある。高校での1学年上に桑田真澄、清原和博らがいた。高校卒業後には同志社大学に入学し、5番打者として活躍する。
大学卒業後は1991年から1993年までに社会人野球の熊谷組に所属し、そこで4番打者を務め、1994年から日本通運チームに入団する。1994年の都市対抗では、川崎製鉄千葉の補強選手として出場し、優秀選手に選ばれた。同年の日本選手権では、決勝戦で2打席連続本塁打を放つなどの活躍により、チームの優勝に貢献し、最高殊勲選手賞を受賞した。また、同年に社会人ベストナインに選出された。
その後、流通経大柏高等学校の監督を務め、2016年発行の高校野球ノンフィクション『その壁を越えろ!』にも取り上げられた。
現在は、NIPPON EXPRESSホールディングス（日本通運）の系列会社の代表取締役を務めている。